# جزیره گوادالوپ (مکزیک)
جزیره گوادلوپ (مکزیک) (به اسپانیایی: Guadalupe Island) یک جزیره در مکزیک است که در اقیانوس آرام واقع شده‌است.

## خصوصیات
جزیره گوادلوپ ۲۴۳٫۹۸۸ کیلومترمربع مساحت و ۱۵۰ نفر جمعیت دارد و ۱٬۲۹۷٫۵۵ متر بالاتر از سطح دریا واقع شده‌است.